# Emoia nigra
Emoia nigra là một loài thằn lằn trong họ Scincidae. Loài này được Jacquinot & Guichenot mô tả khoa học đầu tiên năm 1853.